# (385695) Clété
(385695) Clété, désigné provisoirement 2005 TO74 est un astéroïde troyen de Neptune découvert le 8 octobre 2005 par Chadwick Trujillo et Scott S. Sheppard de l'observatoire de Las Campanas au Chili.

## Description
Ce troyen de Neptune présente une orbite caractérisée par un demi-grand axe de 30,12 UA, une excentricité de 0,055 et une inclinaison de 5,26° par rapport à l'écliptique. Il se situe au point de Lagrange L4, c'est-à-dire qu'il est situé à 60° en avant de Neptune.
Le corps est nommé d'après l'amazone Clété, la nourrice de Penthésilée.